# Njagan'
Njagan' (in russo: Нягань) è una città della Russia siberiana occidentale, situata nel distretto di Oktjabr'skij del Circondario autonomo degli Chanty-Mansi-Jugra; sorge a breve distanza dal basso corso del fiume Ob', 230 km a nord-ovest di Chanty-Mansijsk.

## Storia
Fondata nel 1976 con il nome di Njah (in russo Нях, che nella locale lingua hanty significa "piccolo fiume"), ricevette lo status di città e il nome attuale nel 1985.

## Società

### Evoluzione demografica
Fonte: mojgorod.ru
- 1989: 54.100
- 1996: 60.700
- 2002: 52.610
- 2006: 54.700
- 2010: 57.101

## Economia
La base economica della vita cittadina è data dallo sfruttamento del petrolio e del gas naturale; qualche importanza ha inoltre lo sfruttamento forestale.